# Marché Gorbouchka

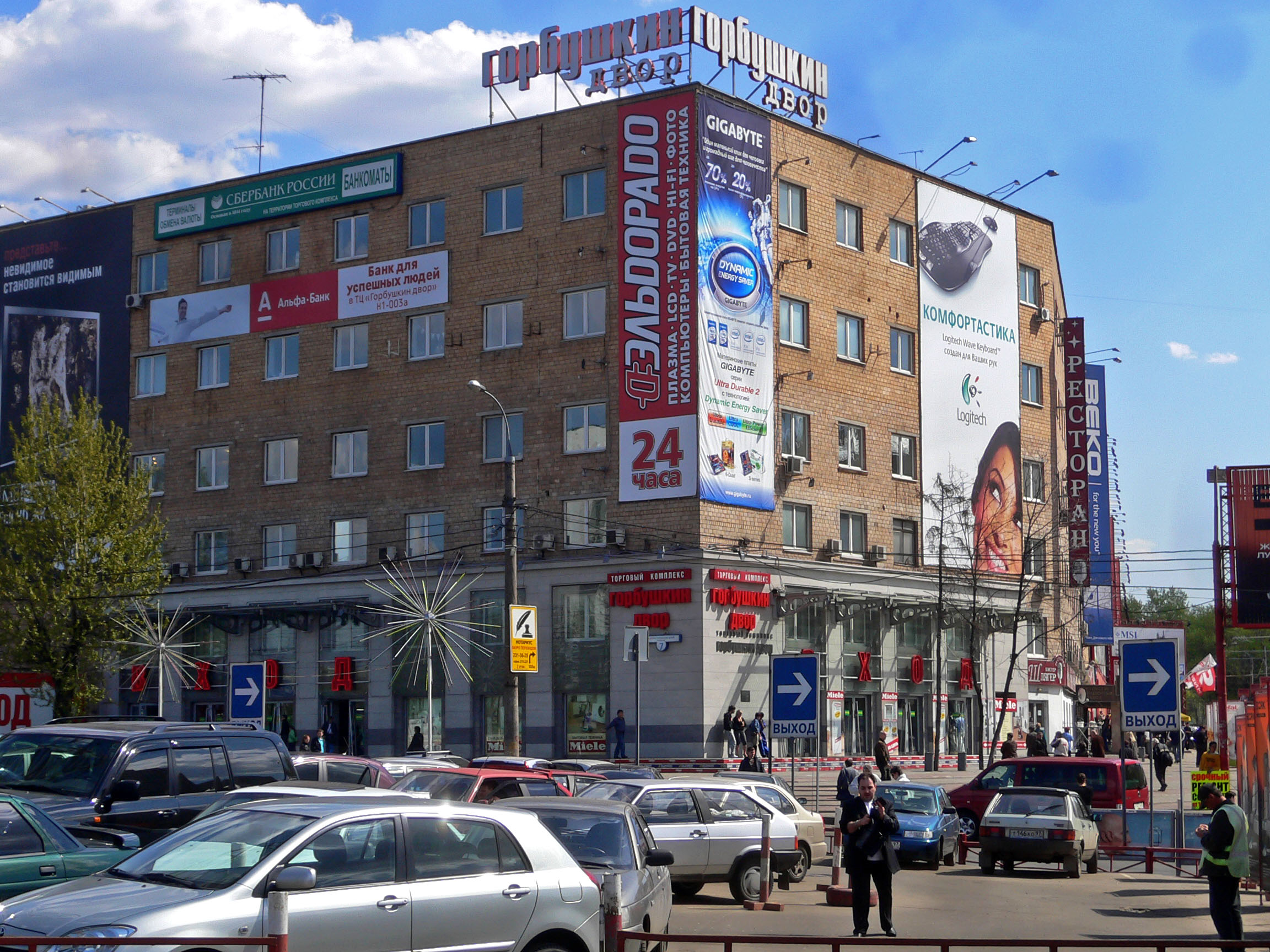
Le marché Gorbouchka (avril 2008)

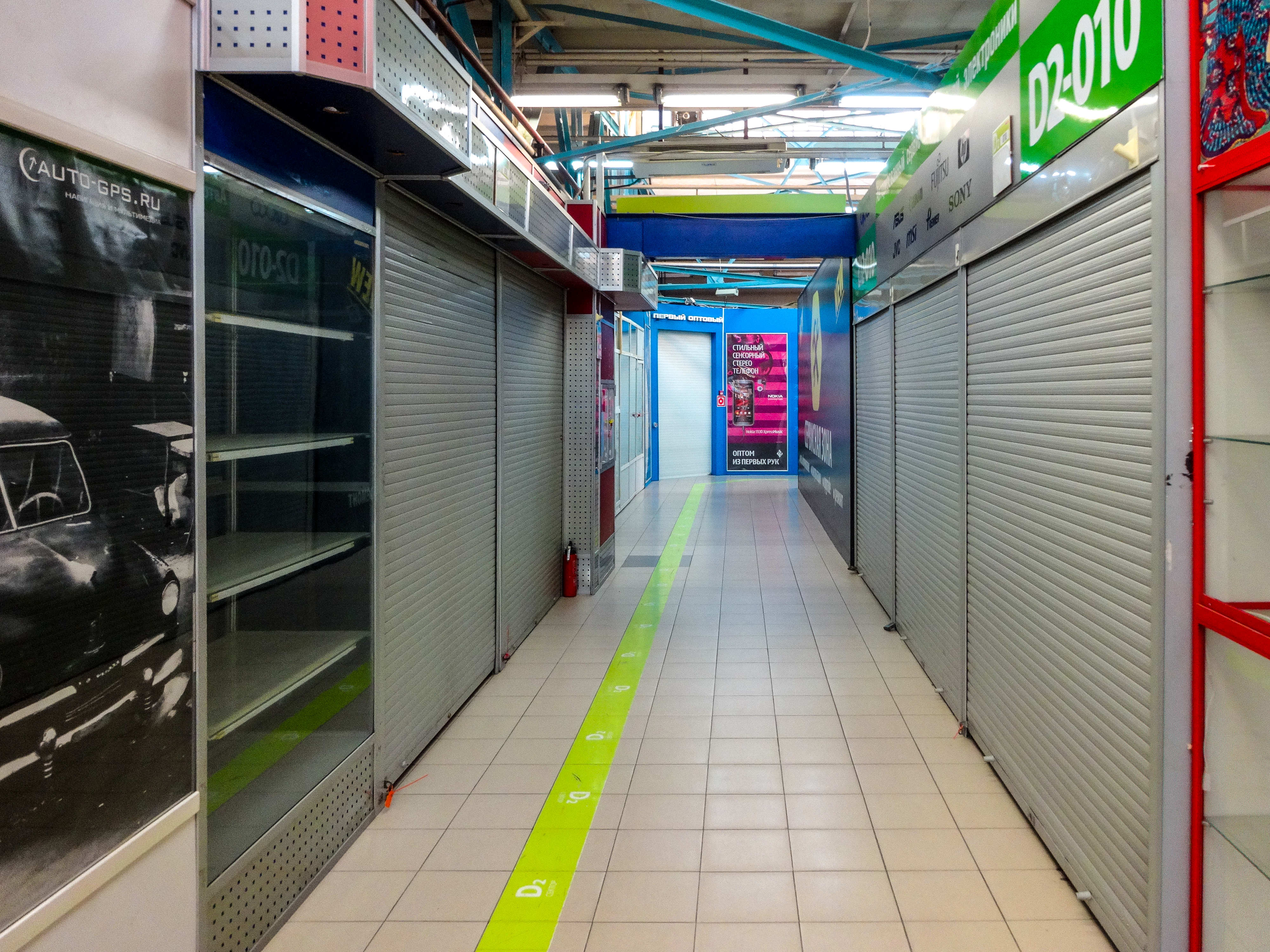
Ligne de commerce vide à Gorbushkin Dvor. Juillet 2014

Le Marché Gorbouchka (en russe : горбушкин двор, gorbouchkine dvor) est un centre commercial géant situé à l'ouest de Moscou, au cœur du parc Fili, non loin du centre-ville, et auquel on peut accéder par la sortie de métro Bagrationovskaïa.
À l'origine, c'était un vaste espace commercial de plusieurs hectares situé en plein air, où se côtoyaient plus de 1 200 stands. Il s'agissait du plus populaire et du plus grand marché de disques, cd-rom et vidéos pirates de Russie. 
En mars 2001, le maire de Moscou, Iouri Loujkov, décida de le fermer définitivement afin de le remplacer par un centre commercial géant qui ne devait vendre que les originaux d'œuvres de l'esprit. Il ne s'agit pas ici d'œuvres distribuées sous licence libre, lesquelles sont également protégées par le droit d'auteur. Aujourd'hui le centre commercial est achevé et bien organisé mais la restructuration du site est un semi échec dans la mesure où la population n'a aucunement les moyens d'acheter les originaux. Aussi, cette surface commerciale géante commercialise toujours des copies en violation du droit d'auteur. Trois quarts des consommateurs sont des Russes et près du quart sont des touristes étrangers, essentiellement européens et américains.
Les CD et DVD sont vendus au 1er étage (2e en Russie).
Aussi, on peut y trouver tout ce qui concerne l'audiovisuel, notamment des DVD de films classiques russes ou les dernières superproductions hollywoodiennes avec, dans les meilleurs cas, toutes les possibilités de langues et de sous-titrages. On peut les lire sur tous PC et Macs ainsi que sur un lecteur de salon sans tenir compte du problème des zones (généralement). Ils valent de 150 à 300 roubles selon la qualité. 
Les copies peuvent être visionnées avant l'achat et s'avèrent parfois excellentes, les bonus sont généralement absents et les livrets quasiment inexistants. En ce qui concerne les CD, ils sont par milliers offerts à moins d’un euro pièce. 
Le trafic, de plus en plus important, pousse les autorités douanières à être de plus en plus vigilantes. La mafia russe le contrôle largement, en particulier l'organisation Izmaïlovskaïa. 
Au printemps 2008, on remarque une pression des autorités pour éradiquer la production de copie d'œuvres en violation du droit d'auteur.